# Fuenlabrada Central
Fuenlabrada Central – stacja metra w Madrycie, na linii 12. Znajduje się w Fuenlabrada i zlokalizowana jest pomiędzy stacjami Parque Europa i Parque de los Estados. Została otwarta 11 kwietnia 2003 roku.